# Estación Quebrada Seca
Quebrada Seca fue una estación de ferrocarril que se hallaba en la localidad homónima dentro de la comuna de Ovalle, en la Región de Coquimbo de Chile. Fue parte del Ramal Tongoy-Ovalle y actualmente se encuentra inactiva, con las vías levantadas.

## Historia
Si bien el trazado donde se ubicaba la estación formaba parte del primer tramo del ramal ferroviario que comunicaba con Tongoy y que fue inaugurado en 1867, la estación no aparece en los primeros listados de estaciones ferroviarias, como los de Enrique Espinoza (1895) o José Olayo López (1910), siendo mencionada por Santiago Marín Vicuña en 1916.
En mapas oficiales de 1929 la estación también aparece mencionada. La estación dejó de prestar servicios cuando fue clausurada junto con el resto del ramal en 1938 y las vías fueron levantadas.